# Libri lintei
I libri lintei furono un insieme di scritti dell'annalistica a Roma redatti su lino, secondo una tecnica attribuita agli Etruschi.
Il testo romano riportava una lista di magistrati romani a partire dalla data di inizio della repubblica romana (509 a.C.) e il testo di alcuni antichi trattati
Secondo una recente teoria si sarebbe trattato di annotazioni originariamente redatte dai funzionari sulle loro vesti in lino.
I rotoli di lino conosciuti con questo nome sono riportati come conservati nel tempio di Giunone Moneta sul Campidoglio ed erano attribuiti al IV secolo a.C., ma probabilmente la loro redazione risaliva alla metà del II secolo a.C.
Lo storico Tito Livio racconta che citazioni dai libri lintei erano riportate nella Storia di Roma scritta dall'annalista Gaio Licinio Macro (morto nel 66 a.C.) e che furono utilizzati come fonte anche da Elio Tuberone.
L'uso di scrivere testi e annotazioni su teli di lino continuò anche in epoca tardo imperiale: nell'Historia Augusta la biografia dell'imperatore Aureliano è introdotta dal racconto di come Flavio Vopisco, l'autore, ottenne dal prefetto urbano il permesso di consultare per la redazione dell'opera i libri lintei sul quale l'imperatore faceva annotare giorno per giorno le vicende che lo riguardavano e che erano conservati nella biblioteca del Foro di Traiano.